# 窄體紅點鮭
窄體紅點鮭，為輻鰭魚綱鮭形目鮭科的其中一種，為溫帶淡水魚，分布於俄羅斯泰梅爾半島Estikhet湖流域，體長可達46.5公分，棲息在溪流、湖泊底中層水域，生活習性不明。